# Emiel Verheeke
Emiel Verheeke (Waarschoot, 1 juni 1881 - Gent, 20 maart 1963) was een Belgisch vakbondsleider.

## Levensloop
Oudste van acht kinderen in een arbeidersgezin, werd Verheeke op veertienjarige leeftijd leerling-wever. Hij bekwaamde zich in de volgende jaren en klom op tot lesgever aan de weefscholen van Waarschoot en Gent.
In 1912 werd hij nationaal penningmeester van de christelijke textielcentrale. Na de Eerste Wereldoorlog werd hij de belangrijkste bestuurder van deze centrale, die een derde van de leden van het ACV groepeerde. Toen bleek dat 90 % van die leden zich in Vlaanderen bevond en dat ze de helft uitmaakten van de ACV-leden in Oost- en West-Vlaanderen, wilde hij een onafhankelijk 'ACV-Vlaanderen' oprichten, maar kwam er niet toe.
Tijdens de jaren dertig voer hij steeds meer een onafhankelijke koers, los van de ACV-leiding. Hij stelde zich steeds onderhandelingsbereid op tegenover de overheid en het patronaat, hierbij strengere richtlijnen negerend, wat tot scherpe conflicten leidde.
Zijn Vlaamsgezindheid maakte dat hij aarzelde tussen de koers van het ACW om aan te sluiten bij de Katholieke Partij (waar hij uiteindelijk genoegen mee nam) en nationalistische stromingen. Hij onderhield wel goede contacten met de vakbond Arbeidsorde, die aansloot bij het VNV.
Onder de bezetting tijdens de Tweede Wereldoorlog sloot hij vanaf november 1941 aan bij de Unie voor Hand- en Geestesarbeiders, net als andere ACV-leiders. Toen de meeste van die leiders zich na enige tijd terugtrokken, bleef hij verder lid en in februari 1942 ging hij zelfs zo ver hetgeen overbleef van de textielcentrale volledig over te dragen aan de Unie van Hand- en Gestesarbeiders.
Na de oorlog werd de textielcentrale opnieuw geïntegreerd in het ACV en werd Vereeke uit al zijn functies ontslagen. Van oktober 1944 tot januari 1945 werd hij, op beschuldiging van collaboratie met de vijand, opgesloten in het gevangeniskamp van Lokeren en werden hem zijn burgerrechten ontnomen. In november 1947 kwam hij voor de krijgsraad en werd vrijgesproken. In 1950 werd hij hersteld in zijn burgerrechten. Hij spande zich zeer in om ook binnen de christelijke arbeidersbeweging eerherstel te krijgen, maar dit lukte niet.